# Europawahl in den Niederlanden 2004
- SP: 2
- PvdA: 7
- GL: 2
- D66: 1
- ET: 2
- CDA: 7
- VVD: 4
- CU/SGP: 2

Die Europawahl 2004 in den Niederlanden fand am 10. Juni 2004 im Rahmen der EU-weiten Wahl des Europäischen Parlaments statt. Die Niederländer wählten 27 der 732 Mitglieder des Europäischen Parlaments.

## Ergebnis
Bis auf die sozialdemokratische PvdA und die sozialistische SP mussten alle im Europäischen Parlament vertretenen niederländischen Parteien deutliche oder geringe Verlust erleiden. Darüber hinaus zog die neue Partei Europa Transparant mit zwei Mandaten in das Europäische Parlament ein.
| Partei | Partei                                        | Fraktion | Prozent | Sitze |
| ------ | --------------------------------------------- | -------- | ------- | ----- |
|        | Christen-Democratisch Appèl (CDA)             | EVP-ED   | 24,43   | 7     |
|        | Partij van de Arbeid (PvdA)                   | SPE      | 23,60   | 7     |
|        | Volkspartij voor Vrijheid en Democratie (VVD) | ALDE     | 13,20   | 4     |
|        | GroenLinks (GL)                               | G/EFA    | 7,39    | 2     |
|        | Europa Transparant (ET)                       | G/EFA    | 7,33    | 2     |
|        | Socialistische Partij (SP)                    | GUE/NGL  | 6,97    | 2     |
|        | CU/SGP                                        | I/D      | 5,87    | 2     |
|        | Democraten 66 (D66)                           | ALDE     | 4,25    | 1     |
|        | Partij voor de Dieren (PvdD)                  | –        | 3,22    | 0     |
|        | Lijst Pim Fortuyn (LPF)                       | –        | 2,55    | –     |
|        | Partij voor het Noorden (PvhN)                | –        | 0,38    | –     |
|        | Nieuw Rechts (NR)                             | –        | 0,33    | –     |
|        | LEEFBAAR EUROPA                               | –        | 0,19    | –     |
|        | Democratisch Europa                           | –        | 0,18    | –     |
|        | Respect.nu                                    | –        | 0,10    | –     |